# JT-60SA
JT-60SA (Japan Tokamak-60 Super Advanced) — експериментальний термоядерний реактор типу токамак, який побудований в м. Нака, Японія на базі інфраструктури існуючого експериментального реактора JT-60 Upgrade.
JT-60SA — вдосконалений експеримент з термоядерного синтезу, що розробляється Японією (Агентство з атомної енергетики Японії, JAEA) та Європейським Союзом (F4E та учасниками-волонтерами з Euratom: Бельгія, Франція, Німеччина, Італія, Іспанія та Швейцарія). Це є частиною японсько-європейської «Угоди про розширений підхід», яка становить собою ряд спільно створених дослідницьких установок, розроблених для доповнення експерименту ITER. Власником та керівником експерименту буде Агентство з атомної енергетики Японії.
Завершення будівництва реактора планувалося ще наприкінці 2015 року, а отримання першої плазми — в середині 2016 року.
1 грудня 2023 року відбулося урочисте відкриття JT-60SA, який став найбільшим у світі експериментальним термоядерним реактором. У спільному проєкті Японії та Європейського Союзу взяли участь понад 500 вчених та інженерів, а також понад 70 компаній з усього світу.

## Технічні характеристики
Токамак JT-60SA за розміром подібний до JET, найбільшої експериментальної установки для магнітного термоядерного синтезу, але на відміну від JET він оснащений надпровідними магнітами. 
JT-60SA спроєктований для роботи при довгих імпульсах та високих тисках плазми, що є ключовими питаннями для конструкції демонстраційної термоядерної електростанції (DEMO). JT-60SA виступатиме як сателітний експеримент ITER, готуючи робочі режими, що будуть протестовані в ITER з виробництвом термоядерної енергії на рівні масштабів реактора.
| Характеристика            | Значення |
| Зовнішній радіус          | 3,06 м   |
| Внутрішній радіус         | 1,15 м   |
| Тороїдальне магнітне поле | 2,68 Тл  |
| Струм плазми              | 5,5 МА   |
| Об'єм плазми              | ~ 140 м3 |
| Витягнутість              | 1,76     |
| Трикутність               | 0,45     |
| Тривалість імпульсу       | 100 сек  |
| ------------------------- | -------- |